# Justus Theodor Valentiner

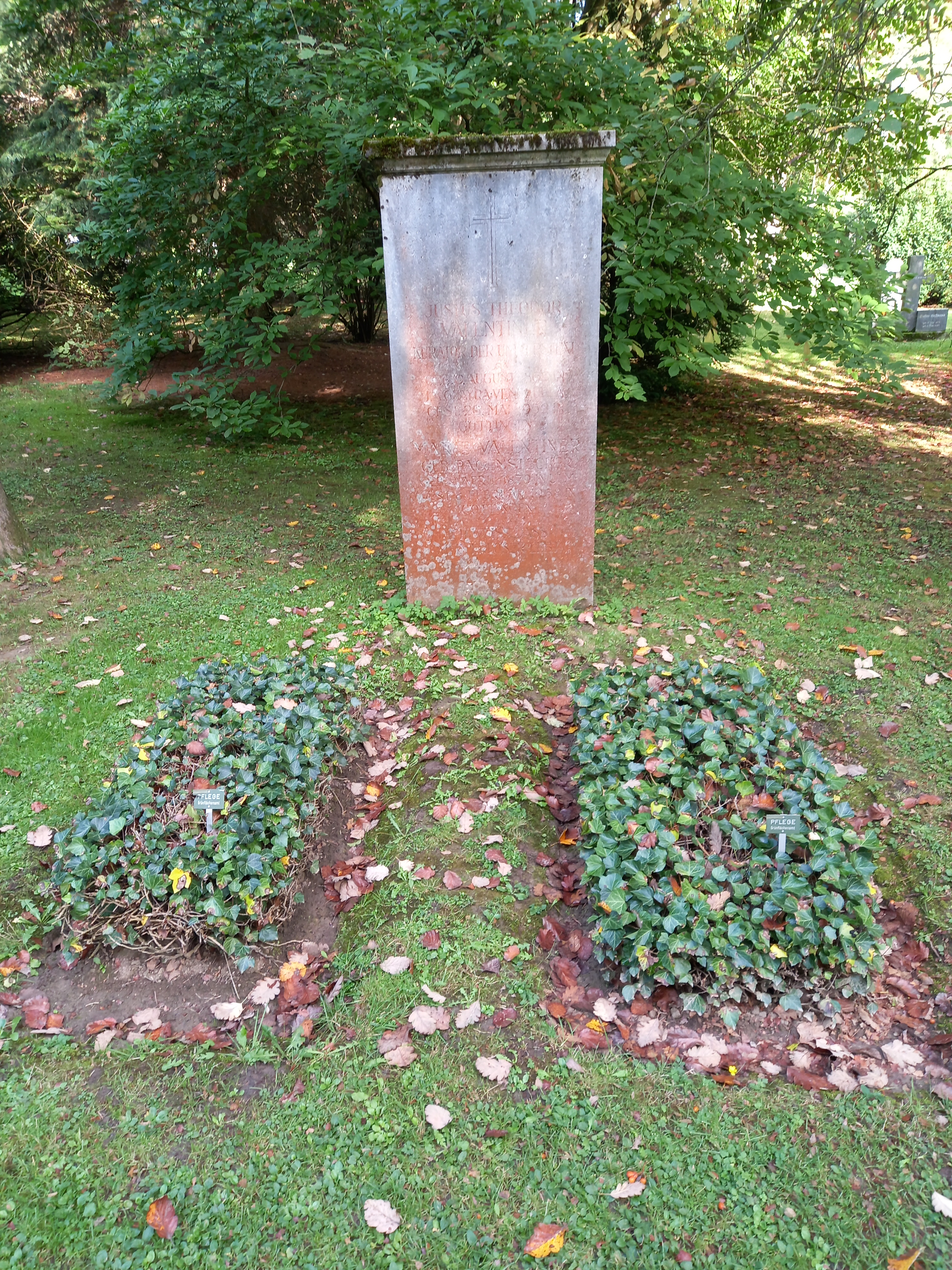
Das Grab von Justus Theodor Valentiner und seiner Ehefrau Marie geborene Pagenstecher auf dem Stadtfriedhof Göttingen

Justus Theodor Valentiner (* 9. August 1869 in La Guaira, Venezuela; † 26. Mai 1952 in Göttingen) war ein deutscher Ministerialbeamter und Universitätskurator der Universität Göttingen.

## Leben
Theodor Valentiner stammte aus einer ursprünglich Flensburger Familie, die im 18. und 19. Jahrhundert zahlreiche schleswig-holsteinische Pastoren, Ärzte und Juristen hervorbrachte und war Sohn des Kaufmanns und deutschen Konsuls in Caracas Hugo Valentiner (1831–1915). Er studierte an der Universität Heidelberg Rechtswissenschaft. 1889 wurde er im Corps Guestphalia Heidelberg recipiert. Als Inaktiver wechselte er an die Universität Rom, die Universität Berlin und die Universität Marburg. Nach dem Referendarexamen 1893 unternahm er Studienreisen nach England, Frankreich, Holland, Belgien sowie Italien und Griechenland. Nach dem Vorbereitungsdienst und dem Assessorexamen trat er 1896 in den preußischen Staatsdienst. Er absolvierte das Regierungsreferendariat bei der Regierung in Wiesbaden und bestand 1899 die Prüfung als Regierungsassessor. Nachdem er bei den Landräten im Kreis Hanau und im Kreis Wiesbaden gewesen war, kam er 1903 als Regierungsrat nach Düsseldorf. Von 1906 bis 1916 war er Landrat im Landkreis Schlüchtern. Während des Ersten Weltkriegs diente er 1914/15 im Deutschen Heer. 1916 war er Landrat im Landkreis Burgdorf.
1917 wurde Valentiner als Hilfsarbeiter in das Preußische Staatsministerium einberufen. Im Jahr darauf wurde er zum Vortragenden Rat ernannt. 1919 nahm er die Geschäfte eines Generalvertreters der Staatsregierung und Regierungskommission bei den Beratungen der Nationalversammlung über den Entwurf der Weimarer Verfassung wahr. Noch im selben Jahr wurde er zum Ministerialrat befördert und zum stellvertretenden ständigen Vertreter Preußens im Reichsrat ernannt. 1920 wurde er zum Ministerialdirigenten befördert.
Von 1921 bis 1932 war Valentiner Kurator der Universität Göttingen. Ende 1932 wechselte er als Ministerialdirektor in das Preußische Ministerium für Wissenschaft, Kunst und Volksbildung. Am 1. Februar 1933 wurde er stellvertretender Bevollmächtigter Preußens zum Reichsrat und am 5. Mai 1933 in den einstweiligen Ruhestand versetzt. Von 1933 bis 1937 war er nunmehr lediglich vertretungsweise Kurator der Universität Göttingen. Er starb im 83. Lebensjahr.
Verheiratet war er mit Marie, geb. Pagenstecher (1869–1968). Ihre Tochter Elisabeth (1900–1991) war Kunsthistorikerin und mit dem Kunsthistoriker Walter Paatz verheiratet. Über die beiden gelangten Bestandteile der Kunstsammlung Valentiners als Dauerleihgaben in die Kunstsammlung der Universität Göttingen.

## Auszeichnungen
- Ehrenbürger der Stadt Göttingen (1932)[6]
- Ehrenmitglied der Universität Göttingen
- Dr. rer. pol. h. c.
- Dr. phil. h. c.
- Dr. med. h. c.
- Geheimer Regierungsrat (1918)
- Roter Adlerorden, 4. Klasse (1918)[7]

## Schriften
- Meine Erinnerungen an unsere Eltern Hugo Valentiner und Sofia Valentiner, Christians 1971.